# Сухая Балка (Доманёвский район)
Сухая Балка (укр. Суха Балка) — село в Доманёвском районе Николаевской области Украины.
Основано в 1919 году. Население по переписи 2001 года составляло 752 человек. Почтовый индекс — 56460. Телефонный код — 5152. Занимает площадь 0,921 км².

## Местный совет
56460, Николаевская обл., Доманёвский р-н, с. Сухая Балка, ул. Центральная, 16
Данному сельскому совету подчиняются также сёла Ивановка, Избашевка, Лидиевка.